# نادي روسنبورغ
نادي روسنبورغ للكرة (بالنرويجية: Rosenborg Ballklub‏) نادي كرة قدم نرويجي يلعب في الدوري النرويجي الممتاز. أُسس النادي يوم 19 مايو 1917. يخوض الفريق مبارياته البيتية على ملعب لاركندال في مدينة تروندهايم.